# قزاقستان در المپیک تابستانی ۲۰۲۴
کاروان المپیکی قزاقستان، یکی از کاروان‌های شرکت‌کننده در بازی‌های المپیک تابستانی ۲۰۲۴ بود. این دوره از بازی‌ها، از ۲۶ ژوئیه تا ۱۱ اوت ۲۰۲۴ (۵ تا ۲۱ امرداد ۱۴۰۳ خورشیدی)  به میزبانی پاریس، پایتخت فرانسه برگزار شد. این حضور، هشتمین حضور کاروان قزاقستان در دوره‌ی پساشوروی بود.

## مدال‌آوران
| مدال | ورزشکار                    | ورزش      | رویداد                 | تاریخ    |
| ---- | -------------------------- | --------- | ---------------------- | -------- |
| طلا  | یلدوس عصمت‌اف               | جودو      | ۶۰ ک.گ مردان           | ۲۷ ژوئیه |
| نقره | نریمان قربانوف             | ژیمناستیک | پرش خرک مردان          | ۳ اوت    |
| نقره | دیمیو ژادرایف              | کشتی      | فرنگی ۷۷ ک.گ مردان     | ۷ اوت    |
| نقره | نوربک اورالبای             | بوکس      | میان‌وزن                | ۷ اوت    |
| برنز | الکساندرا له اسلام ساتپایف | تیراندازی | تفنگ بادی ۱۰ متر مختلط | ۲۷ ژوئیه |
| برنز | گوسمان گیرگیزبایف          | جودو      | ۶۶ ک.گ مردان           | ۲۸ ژوئیه |
| برنز | ناظم کیزایبی               | بوکس      | ۵۰ ک.گ زنان            | ۶ اوت    |

## شرکت‌کنندگان
کاروان قزاقستان شامل ورزشکارانی در رشته‌های زیر بود.
| ورزش              | مردان | زنان | کل |
| ----------------- | ----- | ---- | -- |
| تیراندازی با کمان | ۳     | ۰    | ۳  |
| دو و میدانی       | ۱     | ۶    | ۷  |
| بدمینتون          | ۱     | ۰    | ۱  |
| بوکس              | ۷     | ۳    | ۱۰ |
| رقص بریک          | ۱     | ۰    | ۱  |
| قایقرانی          | ۴     | ۲    | ۶  |
| دوچرخه‌سواری       | ۳     | ۰    | ۳  |
| شمشیربازی         | ۳     | ۱    | ۴  |
| ژیمناستیک         | ۳     | ۱    | ۴  |
| جودو              | ۵     | ۳    | ۸  |
| پنج‌گانه مدرن      | ۱     | ۱    | ۲  |
| روئینگ            | ۱     | ۰    | ۱  |
| تیراندازی         | ۴     | ۵    | ۹  |
| سنگ‌نوردی          | ۱     | ۰    | ۱  |
| شنا               | ۱     | ۱    | ۲  |
| تنیس روی میز      | ۱     | ۰    | ۱  |
| تکواندو           | ۲     | ۰    | ۲  |
| تنیس              | ۳     | ۲    | ۵  |
| سه‌گانه            | ۰     | ۱    | ۱  |
| کشتی              | ۸     | ۰    | ۸  |
| کل                | ۵۳    | ۲۶   | ۷۹ |